# Leptolaena raymondii
Leptolaena raymondii là một loài thực vật có hoa thuộc họ Sarcolaenaceae.
Nó chỉ được tìm thấy ở Madagascar.
Môi trường sống tự nhiên của chúng là vùng bờ biển cát.
Nó bị đe dọa do mất môi trường sống.